# Lovastatin
Lovastatin je agens za snižavanje holesterola iz statinske klase lekova. On je bio drugi otkriveni lek iz ove klase. Lek je otkriven u preduzeću Merck 1978 nakon što je testirano samo 18 jedinjenja. Lovastatin je dva puta potentniji od svog prethodnika, mevastatina. On je strukturno sličan hidroksimetilglutaratu (HMG), supstituentu HMG-koenzima A (HMG-CoA), supstratu u holesterolnom biosintetičkom putu. Lovastatin je kompetitivni inhibitor HMG-CoA reduktaze sa 20.0000 puta većim afinitetom vezivanja od HMG-CoA. Lovastatin se strukturno razlikuje od mevastatina po jednoj metil grupi u 6’ poziciji. On je prolek koji se in vivo aktivira hidrolizom laktonskog prstena.

## Spoljašnje veze
|  | Molimo Vas, obratite pažnju na važno upozorenje u vezi sa temama iz oblasti medicine (zdravlja). |